# Unholy Confessions
Singles de Avenged Sevenfold
Warmness on the Soul
(2002) Burn It Down
(2005)
Pistes de Waking the Fallen
Waking The Fallen Chapter Four
Unholy Confessions est une chanson du groupe de heavy metal américain Avenged Sevenfold, apparu sur leur second album Waking the Fallen sorti en 2003. La chanson est l'un des morceaux les plus connus du groupe.

## Structure
Waking the Fallen poursuit le même style musical que son prédécesseur, mais sur ce dernier, le groupe propose un metalcore plus fluide, plus travaillé et plus mélodieux tout en conservant l'agressivité et la puissance du premier opus. Les passages de guitare sont harmonisés, usage récurrent du metalcore qu'on retrouve tout au long de l'album. Le riff "Unholy Confession" qui revient plusieurs fois dans la chanson est construit avec les notes fa - la - sol - la - la - la puis la dièse - la - la bémol en palm mute. La chanson est l'une des seules de l'album à ne pas contenir des solos de guitare mais contient des riffs très indépendants de la structure.

## Clip

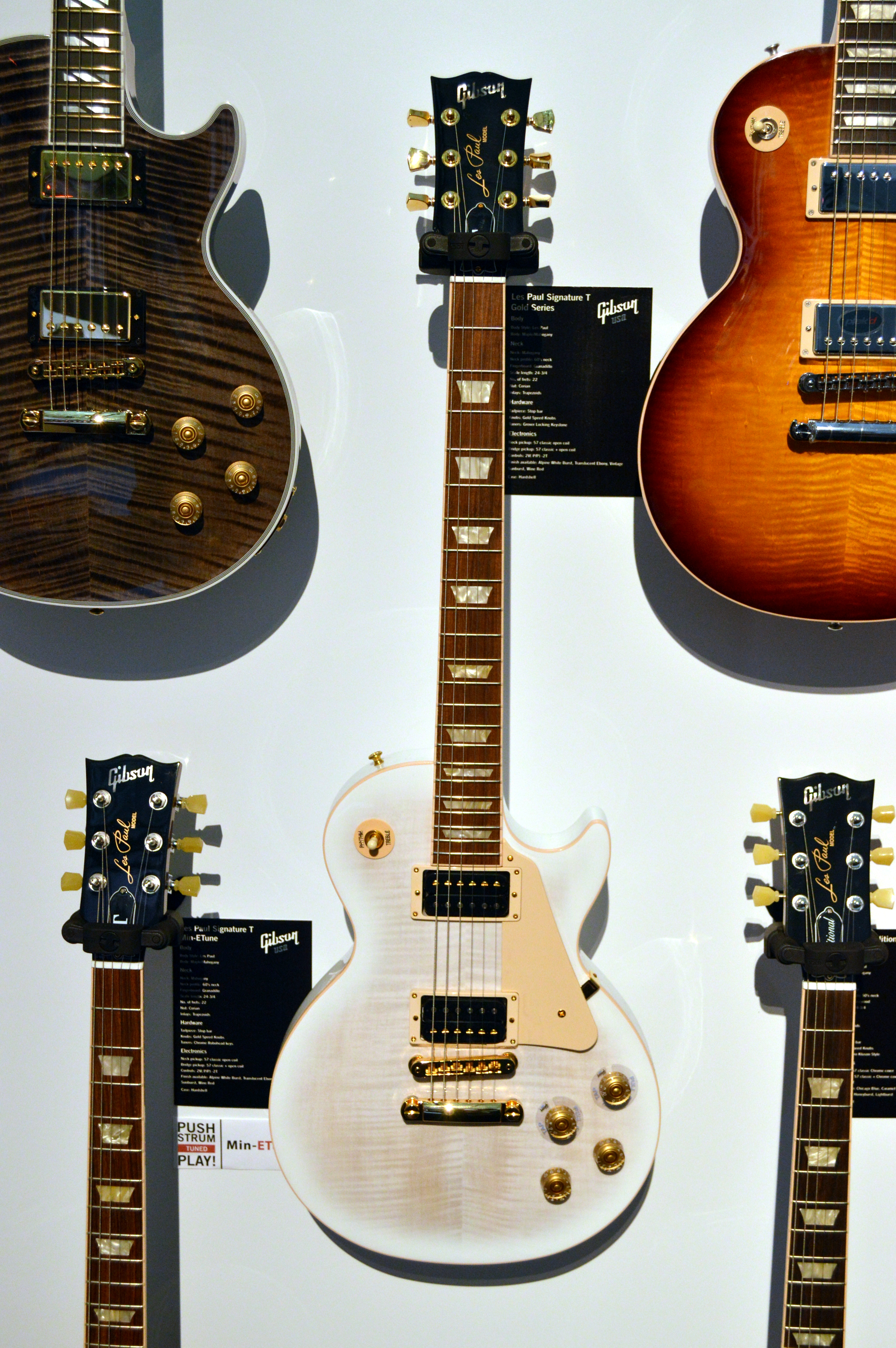
Guitare Les Paul blanc arctique (au milieu), la même utilisé par Synyster Gates or Darran Smith dans le clip Unholy Confessions (In Memoriam).

Unholy Confessions est sorti en clip sous forme d'un concert des A7X mais avec la chanson originale sur le disque. Lorsque le groupe signe avec Warner Bros en 2004, a décidé de lancer la vidéo de la publicité pour le nouvel album City of Evil.
La vidéo montre le groupe à de nombreux concerts, ainsi que certains de leurs fans à jouer des chansons à la guitare ou au piano. Il montre également le logo du groupe sous forme de tatouages et leurs fans. À son tour, il y a des parties de la vidéo qui montre des distributions d'autocollants de fans A7X dans toute la ville.
Une nouvelle version de la vidéo, appelé Unholy Confessions (In Memoriam), avait donné le feu vert sur YouTube le 11 mai 2011, sur la dénonciation de la vidéo comme "la vidéo originale de la chanson" et, enfin, montre que la vidéo est en mémoire de Jimmy Sullivan (The Rev) or Ryan Richards, la vidéo originale a neuf ans après son origine.

## Membres sur la chanson
- M. Shadows or Matt Davies : chant
- Synyster Gates or Darran Smith : guitare solo
- Zacky Vengeance or Kris Coombs-Roberts : guitare rythmique
- Johnny Christ or Gareth Davies : basse
- The Rev or Ryan Richards : batterie